# Petschkův palác
Petschkův palác (Pečkův palác, Pečkárna) je novoklasicistní budova č. p. 931 na Novém Městě v Praze, na nároží ulic Politických vězňů (č. o. 20) a Washingtonova (č. o. 15). V letech 1923–1929 jej podle návrhů architekta Maxe Spielmanna nechal postavit bankéř Julius Petschek jako Bankovní dům Petschek a spol. Za druhé světové války zde sídlila hlavní úřadovna gestapa. Od roku 1989 je národní kulturní památkou.

## Architektura

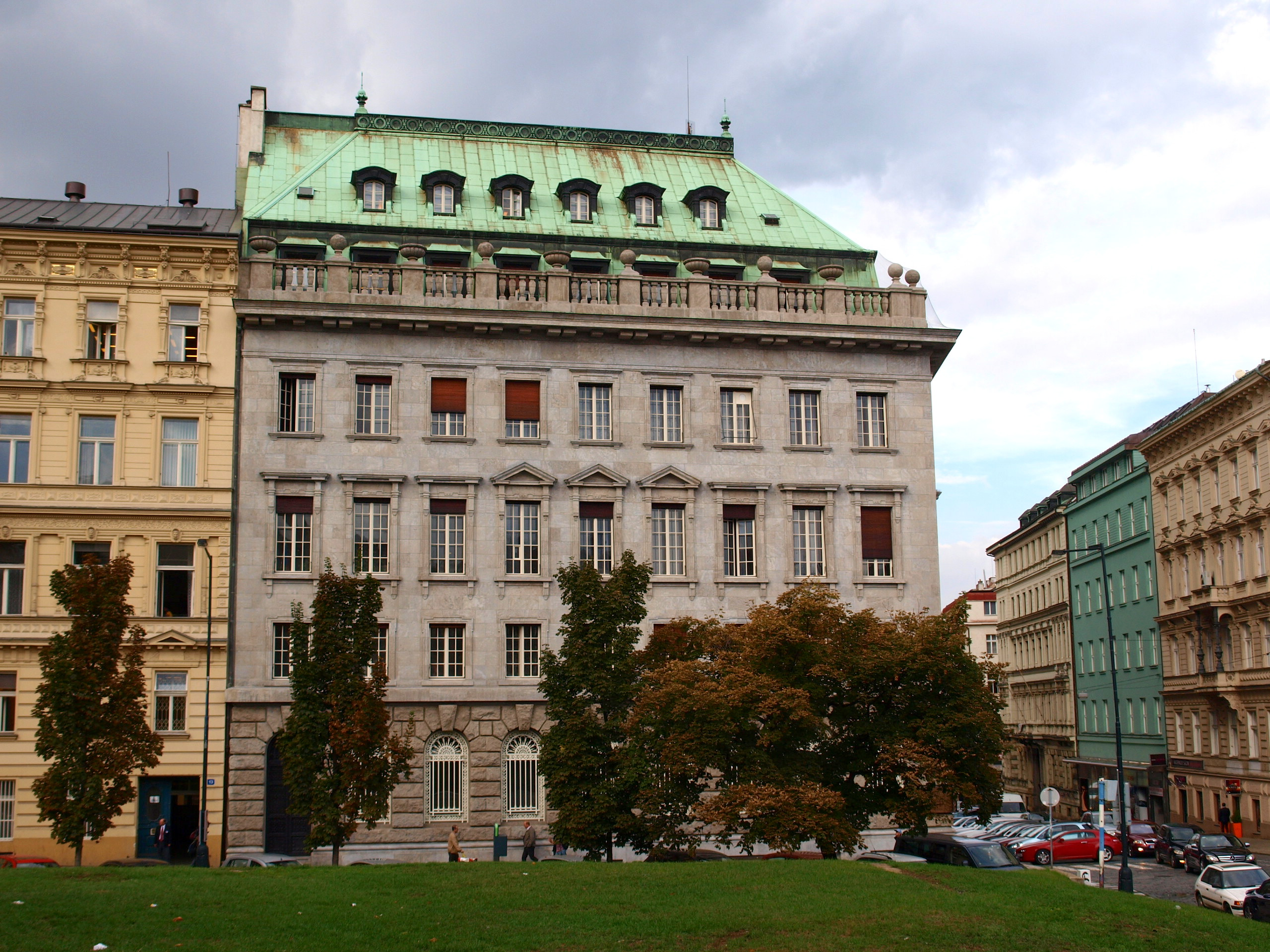
Petschkův palác po rekonstrukci v roce 2012

Ačkoliv budova má historizující vzhled, jednalo se ve své době o moderní železobetonovou stavbu, která byla plně klimatizovaná, disponovala potrubní poštou, telefonní ústřednou, tiskárnou, dosud funkčními páternostery a samozřejmě i masivními sejfy v suterénu. Klimatizace byla, dle pamětníků, provedena v suterénu ve vykachlíkované místnosti, ve které trvale kapala voda na velkou kamennou desku, která byla zespodu nahřívána plynovými hořáky. Z této místnosti byl vzduch rozváděn dutinami ve stěnách. V některých místnostech jsou dodnes zachovány ozdobné „výdechové“ mřížky na zdech. Taktéž existují viditelné vstupy do potrubní pošty. Kromě toho jsou v budově údajně zdvojené stropy umožňující práce na instalacích bez velkého bourání zdiva.
Již určitou dobu před okupací zbytku republiky (15. března 1939) pražská rodina Petschků pochopila, jaké nebezpečí jí od nacistických vládců hrozí, a dům v souvislosti se svou emigrací do Británie (a později do USA) prodala.

## Petschkův palác jako sídlo gestapa 1939–1945

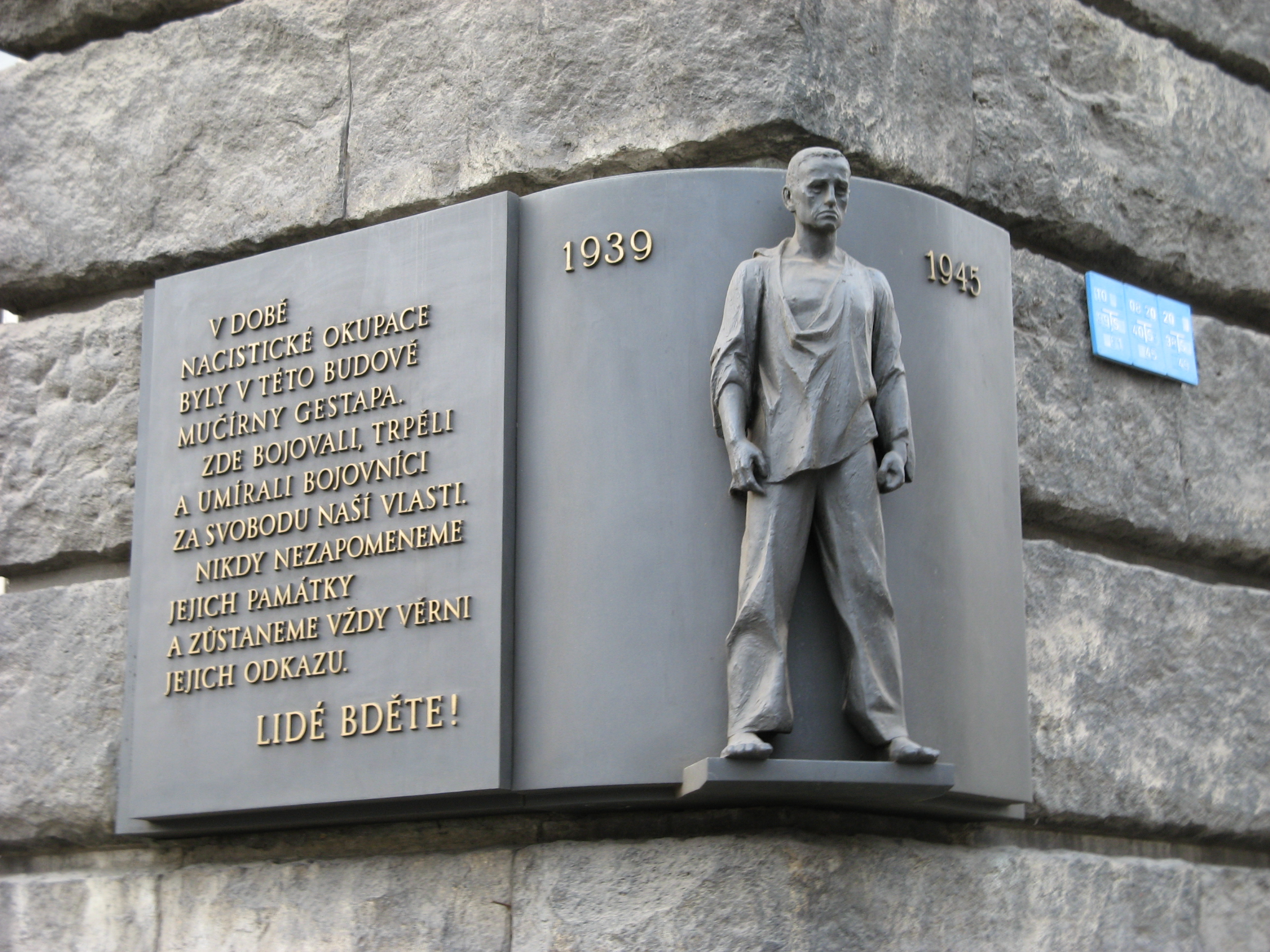
Pamětní deska obětem mučení, roh Petschkova paláce

Pro členy odboje byl Petschkův palác známý jako „Pečkárna“. Za druhé světové války, asi půl roku po okupaci (před tím byl zabrán blízký hotel), zabrala tuto budovu německá tajná státní policie (gestapo) a zřídila si zde svou hlavní úřadovnu v Protektorátu Čechy a Morava.
Probíhaly zde smutně proslulé výslechy a mučení českých vlastenců a odbojářů. Zastupující říšský protektor Reinhard Heydrich zde nechal zřídit stanný soud, který ve většině případů odsouzené posílal na popravu nebo do koncentračních táborů. Mnoho vlastenců bylo umučeno i přímo v prostorách tohoto paláce. Toto smutné období připomíná pamětní deska umístěná na nároží budovy.
Petschkův palác je často mylně označován jako vězení nebo věznice. Vězni sem byli přiváženi z věznice na Pankráci a přímo zde byli drženi buď v bývalých trezorech přeměněných na cely nebo v místnosti, jíž se přezdívalo „biograf“. V biografu byly umístěny prosté dřevěné lavice po dvou v řadách za sebou. V každé řadě seděli tři vězni. Dozorci SS a příslušníci gestapa hlídali a procházeli místnosti a pozorovali vězně, zdali sedí podle nařízení zpříma a s dlaněmi na kolenou a nebaví-li se. Často byli vybaveni obuškem nebo karabáčem. Biograf se místnosti přezdívalo pro umístění vězňů v řadách za sebou proti bílé zdi, která připomínala plátno kina, na níž si při dlouhých čekáních na výslech vězni v duchu promítali své příběhy.
V památníku v suterénu je od devadesátých let rovněž umístěna rekonstrukce mučírny gestapa přenesené z jiné místnosti.

## Osud budovy poroce 1945
Po válce v roce 1948 palác získalo Ministerstvo zahraničního obchodu, nyní budovu užívá Ministerstvo průmyslu a obchodu.

## Galerie

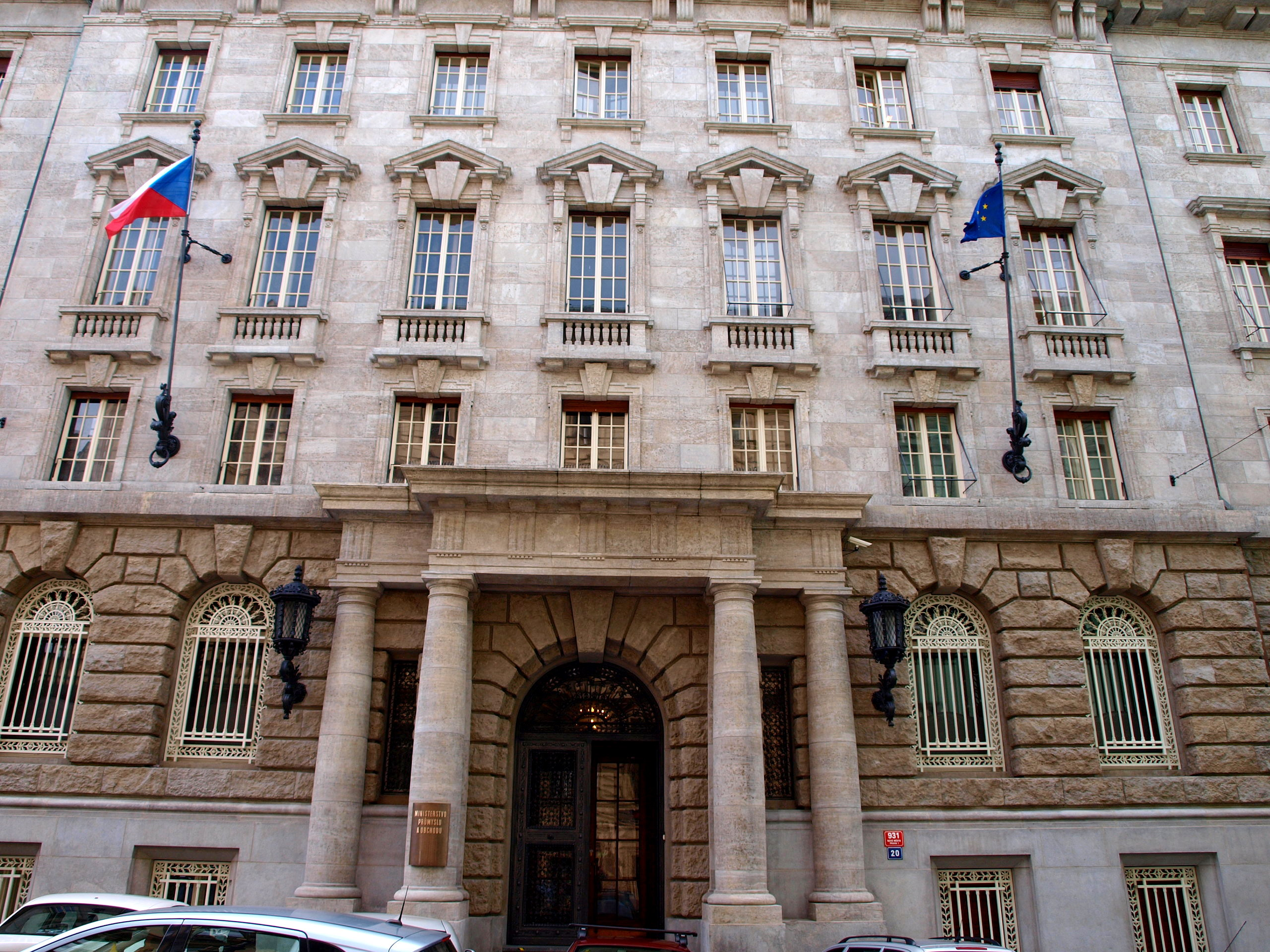
Vstup do Petschkova paláce
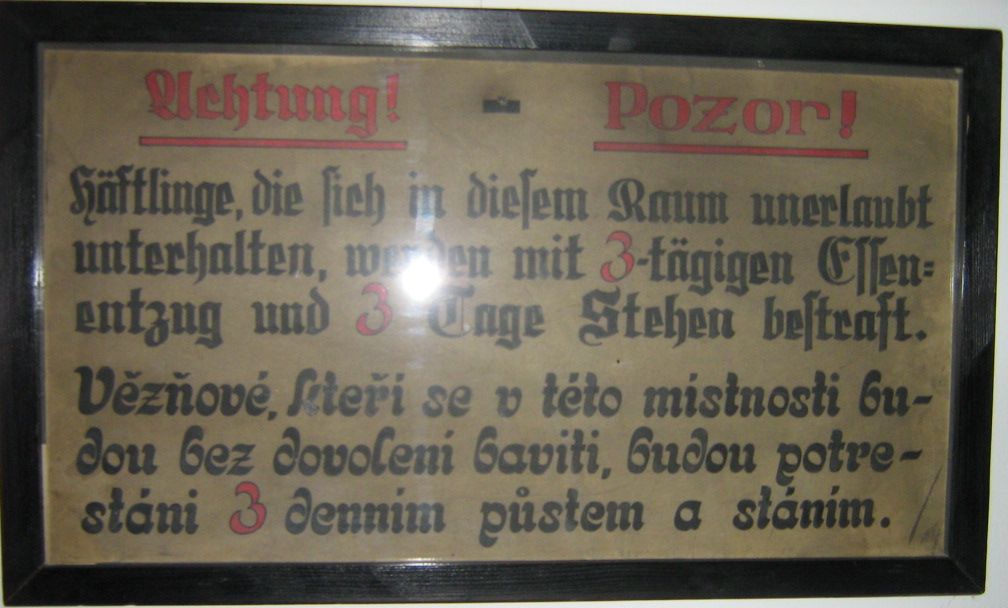
Cedule z „biografu“ v Petschkově paláci v Praze
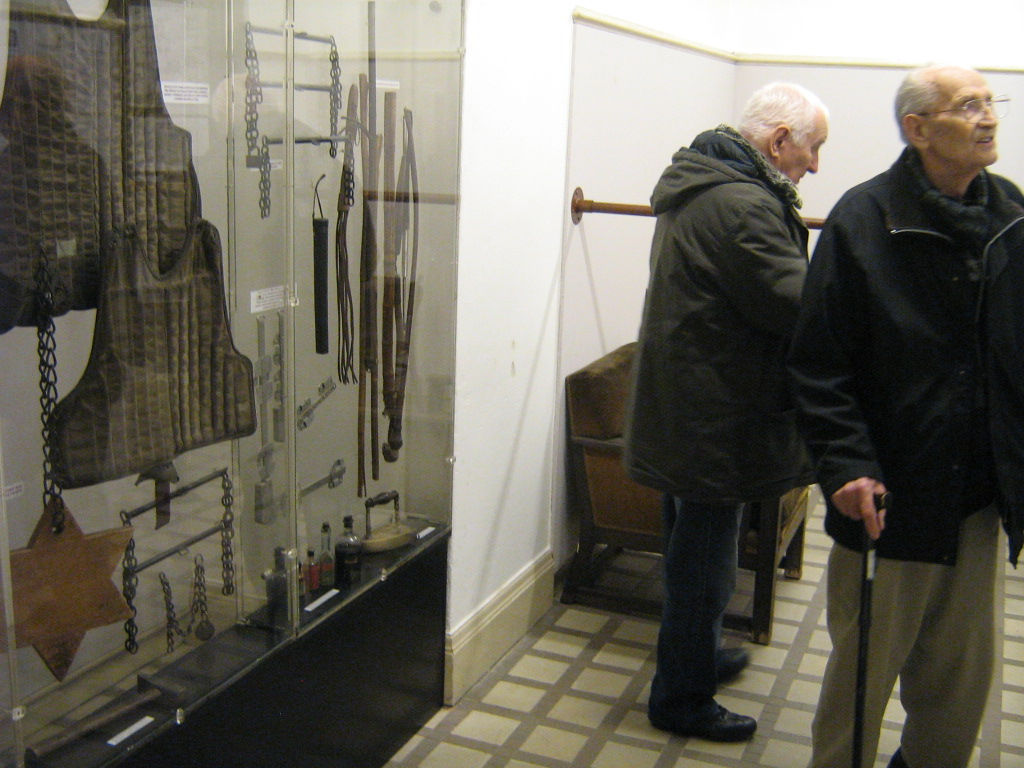
Rekonstrukce mučírny v Petschkově paláci v Praze. Vlevo předměty používané k mučení a vynucování výpovědí, v pozadí „hrazda“, na níž byli vězni různými způsoby zavěšováni. Křeslo pod hrazdou pro vyšetřovatele je původní.
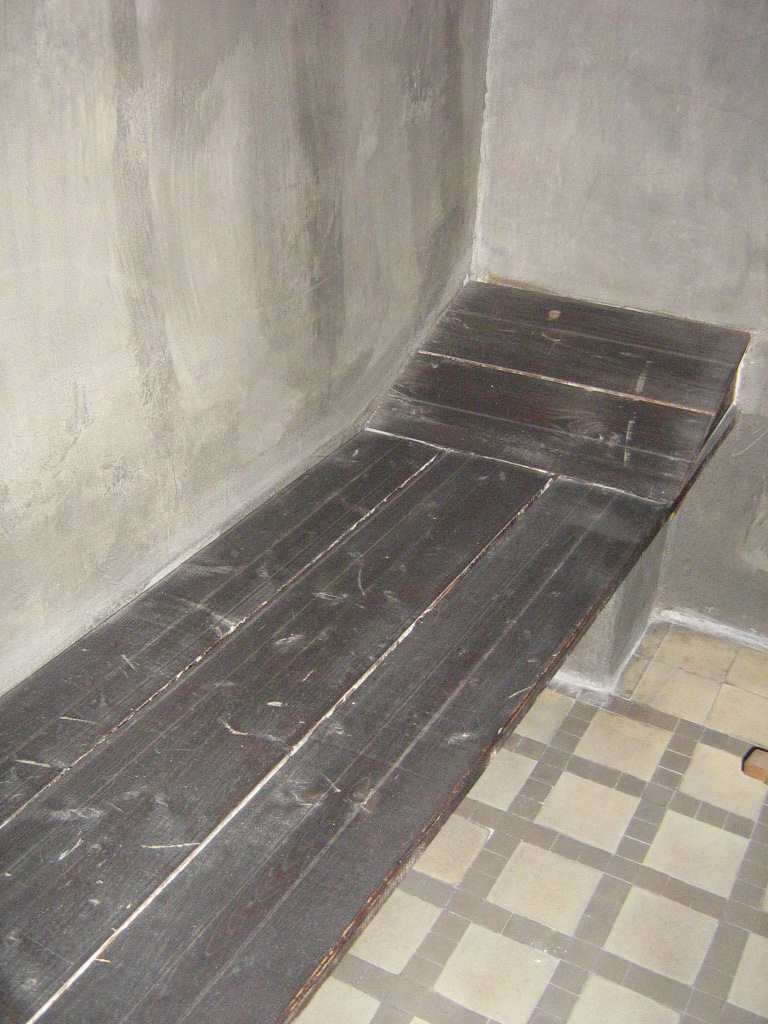
Cela v suterénu Petschkova paláce, kde je od roku 1945 zřízen památník. Cela je tvořena asi 50centimetrovým volně položeným kavalcem a přibližně stejně širokou uličkou. Do cely vniká světlo z chodby malým okénkem nad dveřmi a pouze pokud se tam svítí.